# Bagarre (groupe)
Pour les articles homonymes, voir Bagarre.
Bagarre est un groupe musical de dance-pop français, formé en 2013. 
Après plusieurs singles et deux EPs, le groupe sort son premier album Club 12345 en 2018. 

## Historique
Le groupe se forme en 2013 et s'inscrit dans un style principalement electropop. Le groupe revendique « l'horizontalité, pour mettre les gens sur un pied d'égalité », où tous les membres sont à égalité et occupent tous les rôles.
Son studio d'enregistrement et local de répétition se situe au troisième sous-sol du parking d'un grand ensemble du 12e arrondissement de Paris.
En juillet 2022, il joue au Festival des Vieilles Charrues de Carhaix-Plouguer. En parallèle le groupe prépare son retour en studio, après un arrêt forcé en partie causé par la pandémie de Covid-19.
En novembre 2023, le groupe annonce la sortie d'un nouvel album, Le club c'est vous, en mars 2024.
Le 22 janvier 2025 via un post Instagram, le groupe annonce la fin de leur collaboration artistique, avec un dernier EP et une dernière tournée.

## Membres
- Emma, dite « Emmaï Dee » ;
- Arthur, dit « La Bête » ;
- Thomas, dit « Majnoun » ;
- Cyril, dit « Maître Clap » ;
- Mustafa, dit « Mus »[2].

## Discographie

### Singles
- 2013 : Bonsoir Nous Sommes Bagarre
- 2015 : Musique De Club
- 2015 : Le Gouffre
- 2015 : Claque-Le
- 2016 : Le Gouffre (Yan Wagner Belgian Trip)
- 2016 : Claque-Le (Wheez-ie Remix)
- 2017 : Béton Armé
- 2018 : Honolulu
- 2018 : Béton Armé (Lilocox Remix)
- 2018 : Béton Armé (Bamao Yendé Remix)
- 2018 : Diamant (Single Edit)
- 2019 : Kabylifornie
- 2020 : Venus VNR feat. Bagarre - Pop Porn (Bagarre Remix)